# Привокзальное (Конотопский район)
Привокзальное (укр. Привокзальне) — село,
Шаповаловский сельский совет,
Конотопский район,
Сумская область,
Украина.
Код КОАТУУ — 5922088702. Население по переписи 2001 года составляло 635 человек.

## Географическое положение
Село Привокзальное находится на левом берегу реки Липка, которая через 4 км впадает в реку Езуч,
ниже по течению примыкает город Конотоп,
выше по течению на расстоянии в 1 км и на противоположном берегу расположено село Подлипное (Конотопский городской совет).
Через село проходит автомобильная дорога Т-1907.

## Происхождение названия
На территории Украины 3 населённых пункта с названием Привокзальное.